# Gypsy (canção de Shakira)
"Gypsy" é uma canção gravada pela artista musical colombiana Shakira, lançada como o quarto e último single do seu oitavo álbum de estúdio She Wolf (2009). Foi lançado internacionalmente em 26 de março de 2013; "Gypsy" foi lançado como single promocional digital em 1 de março de 2010. Escrito por Shakira, Amanda Ghost, Carl Sturken, Evan Rogers, a letra da música descreve a vida de uma pessoa viajando como uma "cigana". A música produz influências pesadas da música indiana e do Oriente Médio.
Após o lançamento, "Gypsy" recebeu opiniões positivas em sua maioria dos críticos de música, muitas das quais complementaram sua produção. O single foi comercialmente bem sucedido e atingiu o top 10 das paradas de países, como Alemanha, Hungria, México e Espanha. Nos Estados Unidos, "Gitana" (sua versão em espanhol) alcançou o número 65 no Billboard Hot 100, enquanto "Gypsy" atingiu o número seis no Billboard Hot Latin Songs. "Gypsy" foi certificado de platina e ouro na Espanha e no México, respectivamente.
Um videoclipe de acompanhamento para a música foi dirigido por Jaume de Laiguana e as estrela do ténis profissional espanhol Rafael Nadal, como o namorado de Shakira. O videoclipe também gerou uma resposta favorável das críticas e foi elogiado pela química entre Shakira e Nadal. Shakira apareceu em uma série de programas de televisão, como o alemão Wetten, dass..? e o americano The Ellen DeGeneres Show e premiações, para promover a música. Também fez parte do set-list de seu Sun Comes Out World Tour.

## Antecedentes e composição
"Gypsy" foi lançado como o quarto e último single do oitavo álbum de estúdio de Shakira, She Wolf (2009). "Gypsy" foi escrito por Shakira, Amanda Ghost, Ian Dench, Carl Sturken, Evan Rogers e produzido por Shakira, Ghost, Lukas Burton e Future Cut. Escrito em forma de balada, as letras da música descrevem a vida viajando na estrada como uma "cigana". Shakira explicou a música, dizendo "(A música representa a minha) maneira de viver e ver a vida. Eu estou na estrada desde que eu era muito jovem, então é daí que a metáfora cigana vem." Musicalmente, "Gypsy" é fortemente influenciado pela música indiana e do Oriente Médio e possui instrumentação de bandolim, banjo, sitar e tabla. De acordo com a folha de música publicada na Musicnotes.com pela Sony/ATV Music Publishing, "Gypsy" é uma música de médio prazo escrita na nota de Dó maior, com um metrônomo de 100 batimentos por minuto. O alcance vocal de Shakira na canção abrange de A3 para C5.
A versão original da música foi lançada em todo o mundo em 26 de março de 2013. Nos Estados Unidos, foi lançado como um CD single em 12 de abril de 2010. Uma versão em espanhol da música intitulada "Gitana" apresenta contribuições líricas adicionais de Jorge Drexler e foi lançado em 1 de março de 2010, como single promocional digital.

## Recepção da critica
"Gypsy" recebeu opiniões positivas em sua maioria dos críticos de música. Ao rever o álbum, Ayala Ben-Yehuda da Billboard, escolheu a música como um destaque do álbum e a chamou de "a coisa mais próxima de uma música acústica no álbum". Fraser McAlpine da BBC, também analisou a música positivamente e elogiou sua versatilidade, alegando que ela consegue ser música acústica conservadora e música mundial radical exótica ao mesmo tempo. Robert Copsey da Digital Spy, apreciou a instrumentação acústica de "Gypsy", observando que é "de longe a oferta mais orgânica do seu LP She Wolf", mas também sentiu que a música não é "tão chiclete quanto alguns de seus singles clássicos." Stephen Thomas Erlewine do Allmusic, sentiu que a música era a mais representativa do álbum inteiro, escolhendo-o como um destaque do disco. Evan Sawdey, do PopMatters, no entanto, não gostou do conceito de "Gypsy", dizendo que as "metáforas não funcionam muito bem" na música.
A canção foi indicada a "Top Latin Song" no Billboard Music Awards de 2011. Duas outras canções de Shakira, "Loca" e "Waka Waka (This Time for Africa)", também foram nomeadas, e o prêmio foi conquistado pela última música. No Annual Latin Music Awards de 2011, organizados pela ASCAP, Jorge Drexler ganhou um prêmio na categoria "Pop/Ballad" pela composição de "Gitana".

## Recepção comercial
"Gypsy" alcançou o sucesso nas paradas internacionais. Na Áustria, entrou e atingiu o pico de número 11 na parada da Ö3 Austria Top 40, passando um total de 10 semanas no gráfico. Na região de Flandres de língua holandesa, a música atingiu o número quatro no gráfico da Ultratip, passando um total de seis semanas no gráfico. Na região de língua francesa da Bélgica, a música entrou e atingiu o pico no número 40 no gráfico Ultratop 50, passando um total de uma semana no gráfico. Na Alemanha, a música alcançou o número sete no Media Control Charts, permanecendo na posição durante uma semana. Na Espanha, a música entrou no quadro de Singles espanhóis no número 47 e atingiu o pico no número três, gastando um total de 38 semanas no gráfico. "Gypsy" foi certificado platina pelos Productores de Música de España (PROMUSICAE) para vendas de 40 mil unidades. Na Suíça, a música entrou e alcançou o número 12 no gráfico Schweizer Hitparade, passando um total de 18 semanas no gráfico. No México, "Gitana" encabeçou a tabela Monitor Latino. Foi certificado de ouro pela Asociación Mexicana de Productores de Fonogramas y Videogramas (AMPROFON), depois de ter vendido mais de 30 mil unidades no país.
Nos Estados Unidos, "Gypsy" alcançou o número 65 na parada da Billboard Hot 100, passando um total de três semanas no gráfico. No gráfico de Hot Digital Songs, a música alcançou o número 48 e permaneceu no gráfico por um total de uma semana. "Gitana" alcançou o número seis na tabela Billboard Hot Latin Songs dos Estados Unidos e ficou no mapa por um total de 20 semanas. No gráfico Latin Pop Airplay, a música atingiu o primeiro lugar e permaneceu no gráfico por um total de 25 semanas. No gráfico das Tropical Songs, a música atingiu o número 18, e permaneceu no gráfico por um total de 20 semanas. No Canadá, a música atingiu o número 80 no Billboard Canadian Hot 100, e permaneceu nele por um total de uma semana.

## Videoclipe

Shakira e Nadal no videoclipe de "Gypsy".

O videoclipe de acompanhamento de "Gypsy", foi dirigido por Jaume de Laiguana, que anteriormente havia trabalhado com Shakira em vários vídeos músicas como o de "No". O vídeo contem a participação do tenista profissional espanhol Rafael Nadal, que interpreta o namorado de Shakira no clipe. Quando perguntado sobre o motivo de convidar Nadal para o vídeo, Shakira disse que "pensou que talvez ela precisasse de alguém com quem ela pudesse se identificar de alguma maneira. "E Rafael Nadal é uma pessoa totalmente comprometida com sua carreira desde que ele era muito jovem," Os videoclipes de "Gypsy" e a versão em espanhol "Gitana", foram lançados em 27 de fevereiro de 2010. O clipe começa com Shakira tocando harmônica, vestida com uma blusa preta e uma longa saia preta. As próximas cenas consistem principalmente em Shakira interagindo com Nadal de maneiras diferentes, como dançar para ele e ficar juntos deitados no chão. O clipe termina com o casal dando um beijo.
O clipe recebeu críticas positivas dos críticos. Melanie Bertoldi da Billboard, elogiou a aparição de Shakira no vídeo, dizendo que "a colombiana parece mais quente do que nunca". A crítica de clipes do Huffington Post, foi marcada como um "caso miserável". Alek & Steph do OhlalaMag, elogiaram a química entre Shakira e Nadal, chamando-o de "flerte brincalhão". Jocelyn Vena, da MTV, elogiou o vídeo por sua "onda orgânica" e comentou que "enquanto ela (Shakira), afirma que ela está disposta a usar as roupas de seu namorado, se ela se encaixa, ela parece mais quente no top e saia preta longa que ela se aventura a usar em uma parte do clipe ". A revisão do PopEater, sobre o vídeo, complementou o elogio sobre a química da dupla e os chamou de "igualmente impressionantes".

## Performances ao vivo

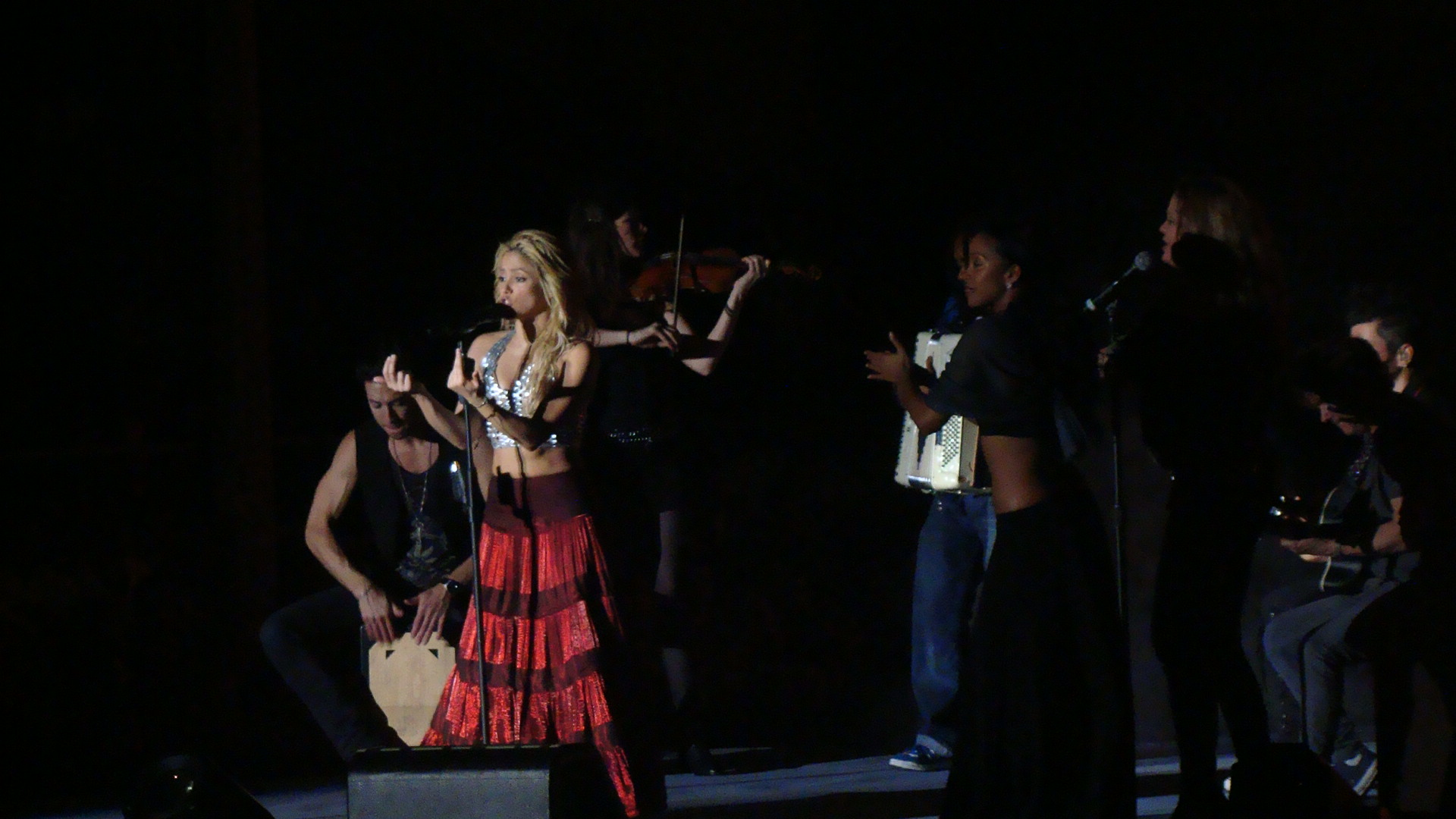
Shakira apresentando "Gypsy" em Punta del Este, durante a The Sun Comes Out World Tour

Em 29 de setembro de 2009, Shakira apareceu no Later with Jools Holland, para promover seu álbum She Wolf e realizou "Gypsy", juntamente com "She Wolf" e "Why Wait". Em 16 de novembro, Shakira cantou "Gypsy" ao vivo no show The View, acompanhado de uma tabela e sitar. Em 24 de novembro de 2009, ela realizou "Gypsy" no The Rachael Ray Show. Em 23 de dezembro de 2009, ela apareceu no A Home for the Holidays With Faith Hill, para interpretar a música.
Em 27 de março de 2010, Shakira cantou "Gypsy" no programa de entretenimento em alemão Wetten, dass..?, em Salzburgo, Áustria. Em 28 de abril de 2010, Shakira realizou "Gypsy" no The Ellen DeGeneres Show. No mesmo dia, ela interpretou a música como um dueto com o vocalista Gary LeVox de Rascal Flatts no American Idol. Shakira abriu e fechou o desempenho ao tocar gaita. Shakira também cantou "Gypsy" no Rock in Rio Lisboa e Madri em 21 de maio de 2010 e 5 de junho de 2010. Em 15 de julho de 2010, Shakira cantou a música na abertura da cerimônia de premiação Premios Juventud 2010, juntamente com seu sucesso "Waka Waka (This Time for Africa)". "Gypsy" e "She Wolf" foram os únicos singles do álbum a serem incluídos no set-list de seu Sun Comes Out World Tour. A música foi cantada com um "folk lilt" e os vocais de Shakira foram apoiados por "acordeão, violinos e a seção rítmica".

## Uso na mídia
Shakira convidou-se como ela mesma no oitavo episódio da temporada quatro de Ugly Betty, intitulada "The Bahamas Triangle", que foi ao ar em 4 de dezembro de 2009. O episódio apresentou as músicas "Gypsy" e "Give It Up to Me" em segundo plano. Ela cantou "Gypsy" em dueto com Selena Gomez no décimo segundo episódio da temporada três de Os Feiticeiros de Waverly Place, intitulado "Dude Looks Like Shakira". No episódio, os personagens principais do programa, Alex (Gomez), Justin (David Henrie) e Max (Jake T. Austin), ficaram chocados ao descobrir que Shakira não é senão o tio Kelbo, que está abusando de um das leis mágicas relativas à fama e à fortuna. O episódio foi exibido em 16 de abril de 2010.

## Faixas e formato
- Download digital EP[69]

1. "Gypsy" - 3:18
2. "Gitana" - 3:26
3. "Gypsy (Freemasons Remix)" - 3:26
4. "Gypsy" (Videoclipe) - 3:36

- CD single promocional[70]

1. "Gypsy" - 3:18

## Desempenho nas tabelas musicais
| Chart (2010)                                         | Maior posição |
| ---------------------------------------------------- | ------------- |
| O campo songid é OBRIGATÓRIO PARA PARADA ALEMÃ       | 7             |
| Áustria (Ö3 Austria Top 75)                          | 11            |
| Bélgica (Ultratip Bubbling Under de Flandres)        | 4             |
| Bélgica (Ultratop 50 da Valônia)                     | 40            |
| Canadá (Canadian Hot 100)                            | 80            |
| Espanha (PROMUSICAE)                                 | 3             |
| Estados Unidos (Billboard Hot 100)                   | 65            |
| Estados Unidos (Billboard Hot Latin Songs)           | 6             |
| Estados Unidos (Billboard Tropical Airplay)          | 18            |
| Hungria (Rádiós Top 40)                              | 6             |
| México (Monitor Latino) Versão em espanhol: "Gitana" | 1             |
| Polónia (Polish Airplay Top 100)                     | 4             |
| República Checa (Rádio Top 100)                      | 6             |
| Suíça (Schweizer Hitparade)                          | 12            |

| Tabelas musicais (2010)           | Posição |
| --------------------------------- | ------- |
| Hungria (Hungarian Airplay Chart) | 39      |
| Espanha (Spanish Singles Chart)   | 9       |

## Vendas e certificações
| Região                                                                                             | Certificação | Vendas  |
| -------------------------------------------------------------------------------------------------- | ------------ | ------- |
| Espanha (PROMUSICAE)                                                                               | Ouro         | 40,000^ |
| México (AMPROFON)                                                                                  | Platina      | 30,000* |
| *números de vendas baseados somente na certificação ^distribuições baseadas apenas na certificação |              |         |

## Histórico de lançamento
| País         | Data                    | Formato   | Gravadora  |
| ------------ | ----------------------- | --------- | ---------- |
| Mundialmente | 22 de Fevereiro de 2010 | Airplay   | Sony Music |
| Alemanha     | 26 de Março de 2010     | CD single | Sony Music |
| Reino Unido  | 12 de Abril de 2010     | CD single | Sony Music |